# جونيور كوك
جونيور كوك (بالإنجليزية: Junior Cook)‏ هو عازف ساكسفون أمريكي، ولد في 22 يوليو 1934 في بينساكولا في الولايات المتحدة، وتوفي في 3 فبراير 1992 في نيويورك في الولايات المتحدة.

## وصلات خارجية
- جونيور كوك على موقع ميوزك برينز (الإنجليزية)
- جونيور كوك على موقع أول ميوزيك (الإنجليزية)
- جونيور كوك على موقع ديسكوغز (الإنجليزية)